# Stody
Stody is een civil parish in het bestuurlijke gebied North Norfolk, in het Engelse graafschap Norfolk met 185 inwoners.